# Eiji Toyoda
Eiji Toyoda (豊 田 英 二,  Nagoya, 12 de septiembre de 1913 - Toyota, 17 de septiembre de 2013) fue un eminente empresario japonés, que fue en gran parte el responsable de llevar a Toyota Motor Corporation a la rentabilidad y a ser mundialmente conocida durante su mandato como presidente y posteriormente como director.

## Honores

### Japoneses
- abril de 1971 - Medalla de Honor con ribete azul[1]
- noviembre de 1983 - Gran Cordón de la Orden del Sagrado Tesoro[1]
- noviembre de 1990 - Gran Cordón de la Orden del Sol Naciente[1]

### No japoneses
- marzo de 1985 - Comendador de la Orden del Infante Don Enrique, de Portugal (ComIH)[1]
- diciembre de 1990 - Caballero comandante de la Orden del Elefante Blanco de Tailandia[1]
- abril de 1991 - Gran Oficial de la Orden de la Corona de Bélgica[1]
- abril de 1992 - Caballero de la Gran Cruz de la Orden de la Corona de Tailandia[1]
- septiembre de 1993 - Miembro honorífico de la Orden de Australia (AC)[1]
- 1994 - Salón de la Fama del Automóvil, EE. UU.[1]
- mayo de 2001 - Caballero de la Gran Cruz de la Orden del Direkgunabhorn de Tailandia[1]